# Hexatoma (Eriocera) aitkeni
Hexatoma (Eriocera) aitkeni is een tweevleugelige uit de familie steltmuggen (Limoniidae). De soort komt voor in het Nearctisch gebied.